# プログレスM-44
プログレスM-44はロシア連邦宇宙局が国際宇宙ステーション(ISS)の補給のために打ち上げたプログレス補給船。NASAでは Progress 3や3Pとも称する。プログレス-M (11F615A55)型であり、シリアル番号は244番だった。プログレス-M型としてはISSに初めて到着した輸送機であり、それまではプログレス-M1が利用されていた。

## 運用
プログレスM-44は2001年2月26日8時9分35秒(GMT)にバイコヌール宇宙基地1/5発射台からソユーズ-Uで打ち上げられた。2日後の2月28日9時49分47秒(GMT)にISSのズヴェズダモジュールAftポートにドッキングした。
1ヵ月半ドッキングを続け、4月16日8時48分(GMT)にドッキングを解除し、同日の13時23分(GMT)に軌道から離脱した。プログレス-M44は太平洋上の大気圏に再突入して燃え、14時11分(GMT)ごろに燃え残りが海上に落下した。

## 搭載貨物
プログレスM-44は第1次長期滞在のクルーの乗り組み時に到着し、第1次、第2次長期滞在のクルー用の食料、水、酸素や科学実験用の装置類などが積まれていた。

## 註
1. 1 2  McDowell, Jonathan. “Launch Log”.   Jonathan's Space Page. 2009年6月6日閲覧。
2. 1 2 3 4  Anikeev, Alexander. “Cargo spacecraft "Progress M-44"”.   Manned Astronautics - Figures & Facts. 2007年10月10日時点のオリジナルよりアーカイブ。2009年6月6日閲覧。
3. ↑  Wade, Mark. “Progress M”.   Encyclopedia Astronautica. 2016年7月11日閲覧。
4. ↑  McDowell, Jonathan. “Satellite Catalog”.   Jonathan's Space Page. 2009年6月6日閲覧。